# Peter Theunynck

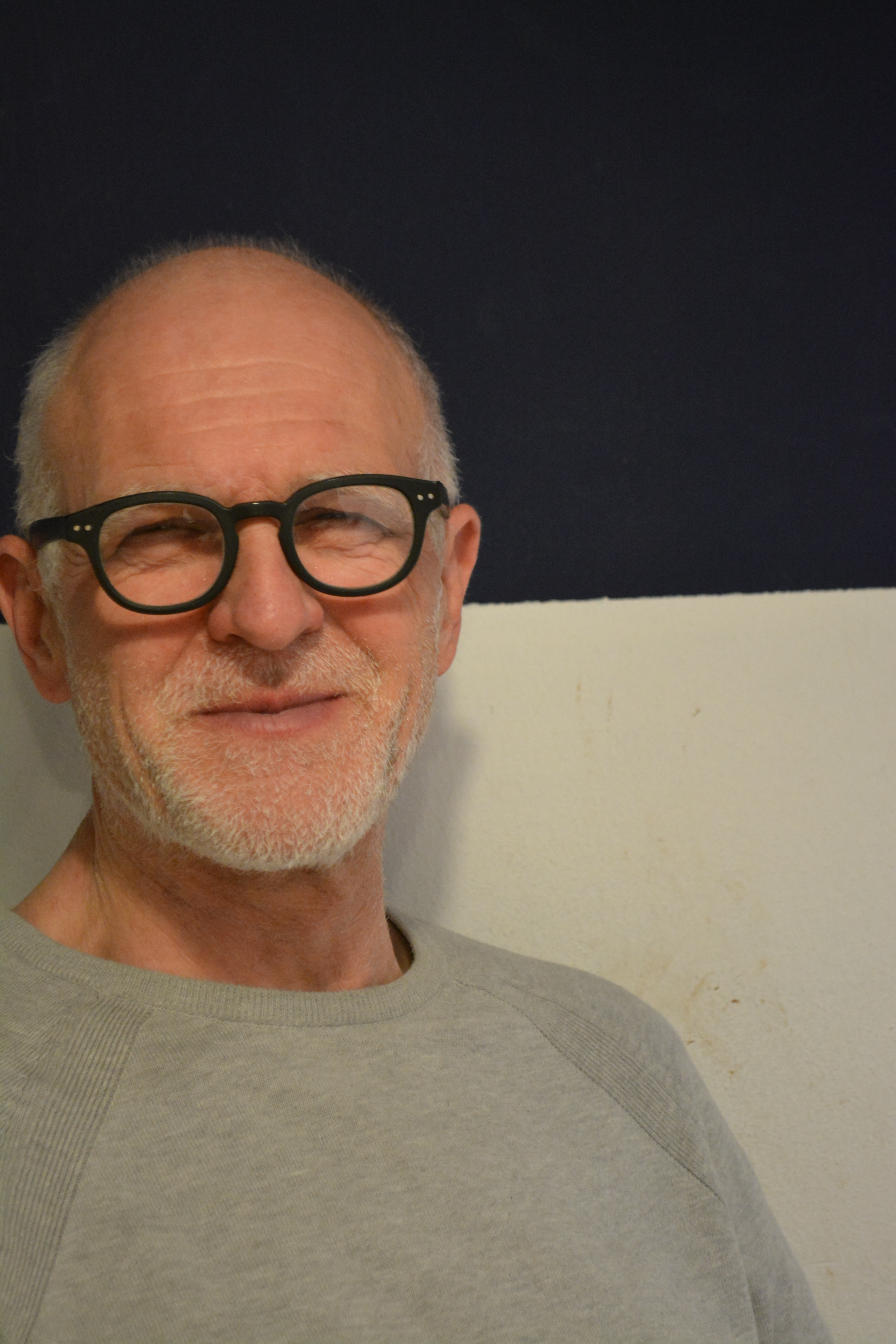
Peter Theunynck, 2016

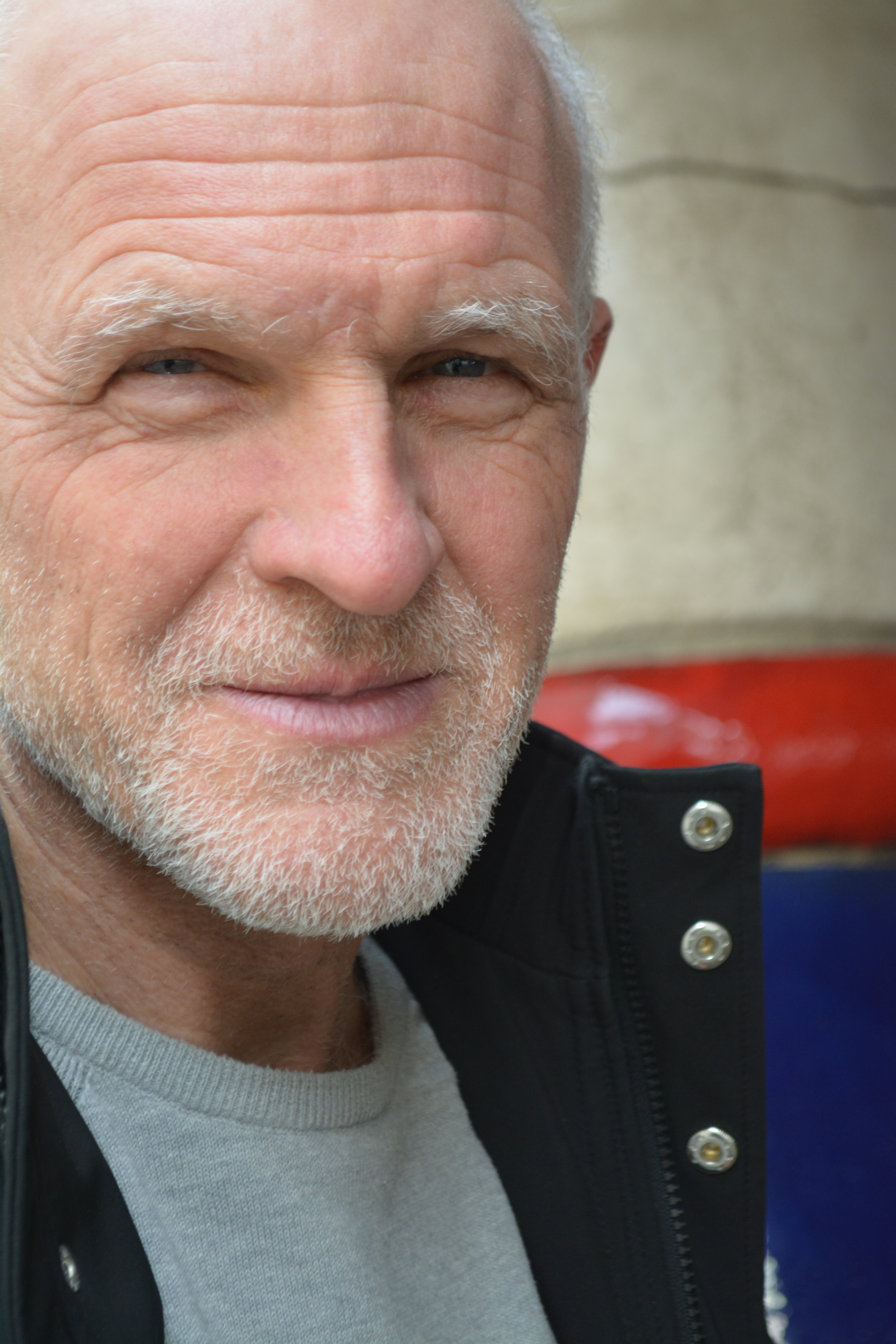

Peter Theunynck (Eeklo, 24 september 1960) is een Belgisch dichter en schrijver die woont en werkt in Antwerpen. 

## Loopbaan
In 1994 debuteerde hij in eigen beheer met Waterdicht. In 1997 debuteerde hij officieel met de bundel Berichten van de Panamerican Airlines & C°, die genomineerd werd voor de C. Buddingh’prijs. In de jaren daarna dichtte hij diverse andere werken. Voor Waterdicht (2011) en Nel. Een zot geweld (2016) werkte hij samen met dichteres en illustratrice Lies van Gasse.
In 2010 verscheen zijn biografie van Karel van de Woestijne, die werd genomineerd voor de AKO Literatuurprijs. In 2016 debuteerde hij als romancier met De Slembroucks (Wereldbibliotheek).

## Prijzen
- Poëzieprijs van de Provincie Antwerpen voor Berichten van de Panamerican Airlines & C° (2000)
- Guido Gezelleprijs van de Koninklijke Academie voor Nederlandse Taal- en Letterkunde (KANTL) voor De bomen zijn paars en de hemel (2002)
- Gerard Michiels Poëzieprijs voor Man in Manhattan (2005)
- Essayprijs van de Provincie Antwerpen voor zijn biografie van Karel van de Woestijne

## Werken
- Waterdicht (1994)
- Berichten van de Panamerican Airlines & C° (1997)
- De bomen zijn paars en de hemel (1999)
- Man in Manhattan (2003)
- Bijzonder heden (2003)
- Traangasmaatschappij (2006)
- Karel van de Woestijne. Biografie (2010)
- Naar een nieuw zeeland (2010)
- Waterdicht (2011) (graphic poem)
- De benen van de hemel (2014)
- Nel. Een zot geweld (2016) (graphic novel), over Nel Duerinckx
- De Slembroucks (2016) (roman)

## Bloemlezingen waarvan hij de (mede)samensteller is
- Stem van brood en rozen (2006)
- 100 vaders (2006)
- 100 lekkere gedichten (2007)
- Een leven in gedichten (2015).